# سليمان كامارا سانيه
سليمان كامارا سانيه (7 ديسمبر 2001) هو لاعب كرة قدم إسباني، يلعب كجناح أيمن في نادي إيبيزا.

## روابط خارجية
- سليمان كامارا سانيه على موقع قاعدة بيانات كرة القدم.إي يو (الإنجليزية)
- سليمان كامارا سانيه على موقع ناشيونال فوتبول تيمز (الإنجليزية)
- سليمان كامارا سانيه على موقع Soccerway.com (الإنجليزية)